# Guns, God and Government
Guns, God and Government è il terzo album video del gruppo musicale statunitense Marilyn Manson, pubblicato il 29 ottobre 2002 dalla Nothing Records e dalla Interscope Records.
Uscito su supporto VHS, DVD e UMD, contiene esibizioni dal vivo tratte dai concerti del tour e intermezzi visivi dei vari concerti in Giappone, Russia, Europa e Stati Uniti, sempre accompagnati da una traccia musicale.
Questo album video documenta il Guns, God and Government Tour, con i controversi e bizzarri oggetti scenici impiegati da Manson durante i suoi concerti, come trampoli, oggetti religiosi, le luci per le coreografie, effetti pirotecnici e costumi stravaganti, e segue la band in numerosi luoghi in giro per il mondo, mentre si esibiscono con i brani dei loro album Portrait of an American Family, Smells Like Children, Antichrist Superstar, Mechanical Animals e Holy Wood (In the Shadow of the Valley of Death).
Include anche un contenuto extra, un cortometraggio intitolato "The Death Parade", mixato da Rogers Masson e Marilyn Manson. Si tratta di materiale registrato nei dietro le quinte dei concerti del Guns, God and Government Tour ed include camei di artisti come Ozzy Osbourne, Joey Jordison ed Eminem. A differenza del DVD incluso nelle edizioni speciali di Lest We Forget, questo non è una collezione di videoclip ma di esibizioni dal vivo.
Il 16 novembre 2009 è stata pubblicata la versione in formato 16:9 del film documentario, su supporto Blu-ray. Per motivi sconosciuti, questa uscita non contiene il brano The Death Song.

## Tracce
Testi di Manson, eccetto dove indicato.
1. Intro/Count to Six and Die – 2:16 (musica: 5)
2. Irresponsible Hate Anthem – 3:46 (musica: Berkowitz, Gacy)
3. The Reflecting God – 5:34 (musica: Ramirez, Reznor)
4. Great Big White World – 5:02 (musica: Ramirez, Gacy, Zum)
5. Disposable Teens – 3:56 (musica: 5 ,Ramirez)
6. The Fight Song – 4:19 (musica: 5)
7. The Nobodies – 3:56 (musica: 5, Manson)
8. Rock Is Dead – 3:56 (musica: Ramirez, Gacy)
9. The Dope Show – 4:14 (musica: Ramirez)
10. Cruci-Fiction in Space – 5:02 (musica: Ramirez, 5, Gacy)
11. Sweet Dreams/Hell Outro – 6:14 (testo: Lennox, Stewart – musica: Ramirez)
12. The Love Song – 3:13 (musica: Ramirez, 5)
13. The Death Song – 3:28 (musica: 5, Manson) – non presente nella versione Blu-ray
14. Antichrist Superstar – 4:20 (musica: Ramirez, Gacy)
15. The Beautiful People – 5:05 (musica: Ramirez)
16. Astonishing Panorama of the Endtimes – 6:10 (musica: Ramirez, 5)
17. Lunchbox – 9:02 (musica: Berkowitz, Gein)
18. Outro – 2:48 – non elencato

### Contenuti extra
"The Death Parade": un documentario di trenta minuti sull'ultimo viaggio della band in giro per il mondo.

## Formazione
- Marilyn Manson - voce
- John 5 - chitarra
- M.W. Gacy - tastiera
- Ginger Fish - batteria
- Twiggy Ramirez - basso

## Caratteristiche tecniche
- DVD 9 Dual Layer
- Formato 4:3
- DTS Digital Surround Sound, Dolby Surround 5.1, Dolby Digital Stereo
- Durata totale: circa 107 minuti

## Accoglienza

### Critica
| Recensione       | Giudizio |
| ---------------- | -------- |
| Drowned in Sound | 4/10     |

Drowned in Sound, che assegna un punteggio standard da 1 a 10, ha assegnato al DVD un punteggio pari a 4, commentando tale voto dicendo: "Marilyn Manson esiste grazie alla capacità della band di rinnovarsi costantemente nell'immagine e di stare in piedi in mezzo all'atmosfera rockeggiante tutto intorno. Dato che ogni band sta oggi facendo soldi con il florido mercato del DVD, il DVD G.G.G. World Tour avrebbe dovuto essere molto di più per mantenere Manson elevato rispetto ai suoi concorrenti...".

## Classifiche e certificazioni
| Classifica  | Certificazione | Vendite  |
| ----------- | -------------- | -------- |
| Regno Unito | Oro            | 25,000+  |
| Stati Uniti | Platino        | 100,000+ |